# Unione Radiofonica Italiana
L'Unione Radiofonica Italiana (URI) è stata una società anonima italiana fondata a Torino il 27 agosto 1924, incaricata della gestione in esclusiva del servizio di radioaudizioni circolari sul territorio nazionale. Costituisce il primo nucleo organizzativo dell'attuale Rai − Radiotelevisione Italiana, di cui rappresenta l’antenata diretta. .

## Storia

### Costituzione
L'Unione Radiofonica Italiana fu fondata come società anonima a Torino il 27 agosto 1924, in seguito al Regio Decreto n.1067 dell'8 febbraio 1923, che stabiliva l’affidamento in esclusiva, da parte del Regno d'Italia, del servizio di radioaudizioni circolari a società concessionarie. La sua nascita rappresenta il primo nucleo organizzativo dell'attuale Rai − Radiotelevisione Italiana.
In conseguenza del Regio Decreto n. 1067, in Italia sorsero diverse società con l’obiettivo di ottenere tale concessione. Le principali concorrenti erano tre, tutte legate a produttori anglosassoni di apparecchi radiofonici: la Società Italiana Radio Audizioni Circolari (SIRAC), legata alla Radio Corporation of America (RCA); la Società Anonima Radiofono, fondata da Guglielmo Marconi tramite la Marconi Company britannica; e Radio Araldo, gestita dall'imprenditore Luigi Ranieri, che operava con una autorizzazione provvisoria e con un accordo con Western Electric.
Le trattative per l’assegnazione della concessione si protrassero per oltre un anno. Inizialmente il ministro delle poste e dei telegrafi, Giovanni Antonio Colonna di Cesarò, sembrava favorevole a Ranieri, ma dopo le sue dimissioni e la nomina di Costanzo Ciano, la preferenza si spostò su Marconi. Così fu costituita l'URI, frutto di una fusione tra Radiofono e SIRAC, che ottenne la concessione esclusiva per la radiodiffusione nel Regno d’Italia, segnando l’inizio del monopolio radiofonico statale fino al 1928.

### Trasmissioni
Il primo annuncio ufficiale dell'URI fu trasmesso il 6 ottobre 1924. La voce protagonista della storica trasmissione fu quella della violinista Ines Viviani Donarelli, che inaugurò le trasmissioni radiofoniche italiane con la lettura dell’annuncio d’apertura:
Per lungo tempo si è ritenuto che la prima frase fosse stata pronunciata da Maria Luisa Boncompagni. Tuttavia, nel 1997, un documento sonoro originale rinvenuto negli archivi Rai di Firenze ha smentito questa attribuzione, rivelando che il messaggio era più esteso e che la voce registrata apparteneva in realtà alla Viviani Donarelli.
In attuazione del R.D. 1067/1923, il 27 novembre 1924 il governo italiano guidato da Benito Mussolini assegnò ufficialmente all’URI la concessione in esclusiva per la gestione del servizio di radiodiffusione, con durata iniziale di sei anni, prorogabile per ulteriori quattro. La concessione fu formalizzata dal Regio Decreto 14 ottobre 1924, n. 2191, pubblicato sulla Gazzetta Ufficiale n.11 del 15 gennaio 1925. Il decreto sanciva il regime di concessione controllata, riservando allo Stato la vigilanza sul servizio e segnando l’avvio ufficiale della radiodiffusione pubblica in Italia.
Il 18 gennaio 1925, l'URI pubblicò il primo numero di Radio Orario, settimanale ufficiale dell'ente, destinato a diventare in seguito il Radiocorriere TV. Questa rivista aveva l'obiettivo di diffondere la radio come nuovo mezzo di comunicazione, fornendo i palinsesti delle trasmissioni e raccogliendo i gusti e le opinioni di un pubblico ancora in fase di formazione. L'8 dicembre la stazione radiofonica di Roma fu seguita da un'analoga installazione a Milano, il 14 novembre 1926 a Napoli e nel 1929 a Torino.
Nell'ottobre 1926 iniziò la trasmissione della pubblicità radiofonica in Italia, con i tempi venduti dalla concessionaria SIPRA.
All'inizio, l'adozione della radio in Italia fu ostacolata dai costi elevati, che ne rendevano difficile l'accesso per molte famiglie. A partire dagli anni Trenta, tuttavia, il regime fascista promosse attivamente la diffusione della radio come strumento di propaganda e di educazione. Iniziative come la dotazione di apparecchi radiofonici nelle Case del Fascio e la produzione di ricevitori economici, come la Radio Balilla e la Radio Rurale, facilitarono la diffusione dell'ascolto anche tra le classi meno abbienti e nei centri rurali.

### Trasformazione in EIAR
Con il R.D. 17 novembre 1927, n. 2207 l'URI venne trasformata in Ente Italiano per le Audizioni Radiofoniche (EIAR).
Questa trasformazione segnò il consolidamento del monopolio statale sulle trasmissioni radiofoniche in Italia. Formalmente, l’EIAR era una società per azioni, ma di fatto operava sotto la rigida sorveglianza del governo fascista, che ne controllava la gestione e la programmazione. Il passaggio permise al regime di sfruttare la radio come potente strumento di propaganda politica, garantendo un controllo diretto e capillare sulla diffusione dei contenuti, con l’obiettivo di promuovere l’ideologia fascista e costruire un’identità nazionale coerente con i valori del regime.